# ハドソン・ニュース

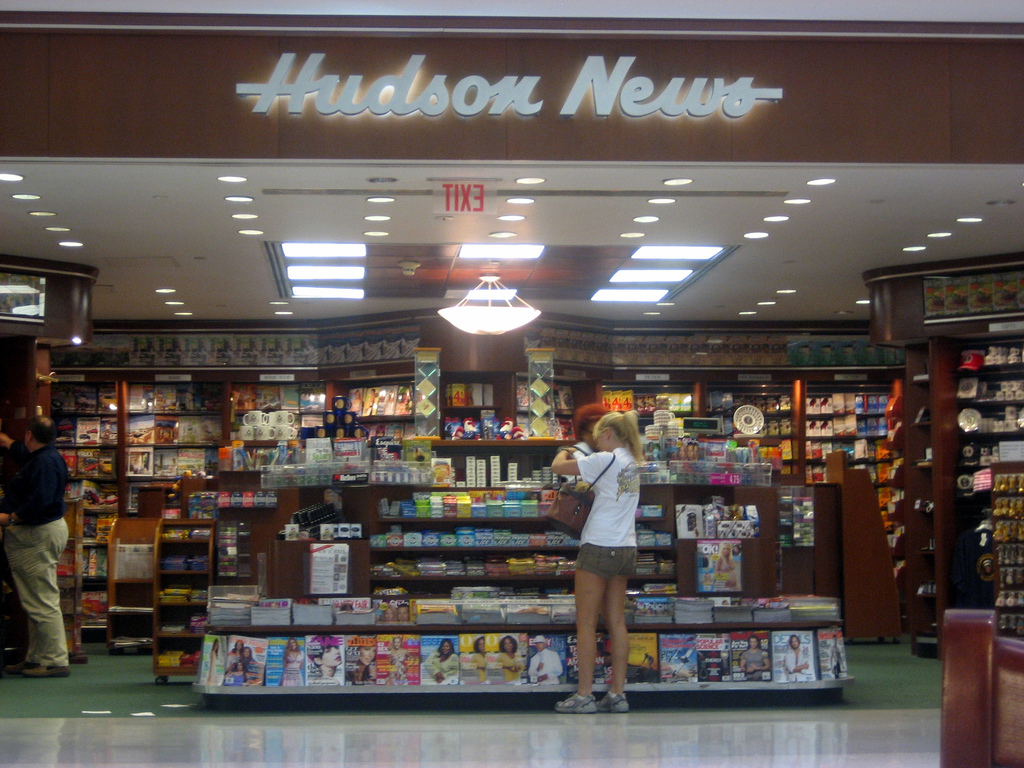
ハドソン・ニュースの店舗

ハドソン・ニュース（Hudson News）は、新聞販売業などを行うアメリカ合衆国の小売店チェーン。
ハドソン・ニュースは世界最大の新聞販売チェーンである。2012年の時点でアメリカ国内だけで600以上の店舗を運営しており、多くの空港や駅などで店舗を見つける事ができる。
ハドソン・ニュースはハドソン・グループ社によって運営されている。同社は2008年に世界最大の免税店チェーンであるスイスのデュフリーに買収され、現在同社の傘下にある。
最初の店舗は創業者のロバート・B・コーヘンによって、ニューヨークのラガーディア空港に1987年に開設された。